# Trofim (postać biblijna)
Trofim z Efezu (gr. Τρόφιμος ὁ Ἐφέσιος; fl. I wiek) – uczeń apostolski, postać z Nowego Testamentu, święty katolicki i prawosławny.
Uczeń św. Pawła z Tarsu, wymieniany w Nowym Testamencie przez apostoła Łukasza w Dziejach Apostolskich (Dz 20, 4; 21, 29 BT), a także w Liście do Tymoteusza (2 Tm 4, 20 BT). Uczestniczył w kończącej  trzecią podróż misyjną św. Pawła podróży z Koryntu do Jerozolimy. Jego obecność w świątyni wywołała atak tłumu na apostoła za wprowadzenie tam będącego Grekiem ucznia. Trofim odłączył od apostoła w Milecie złożony chorobą. 
Według Pseudo-Doroteusza i menologiów bizantyńskich, w których przypisywano mu męczeńską śmierć wraz ze św. Pawłem, Trofim należał do grona Siedemdziesięciu dwóch wysłańców Jezusa Chrystusa. Wprowadzone przez Ado z Vienne utożsamianie postaci biblijnego Trofima z biskupem z Arles (o tym samym imieniu), nie znajduje potwierdzenia w synaksariach, ani też w relacjach Grzegorza z Tours. Identyfikacja ta odrzucona jest przez Nowe Martyrologium.
Wspomnienie św. Trofima, w grupie apostołów, w Kościele prawosławnym przypada na  4/17 stycznia. 
W Martyrologium Rzymskim wymieniany jest pod dniem 29 grudnia, jako uczeń apostolski.